# Podklet
Un podklet (en russe : Подклет) est un élément architectural désignant le soubassement de maison ou d'église en Russie.  

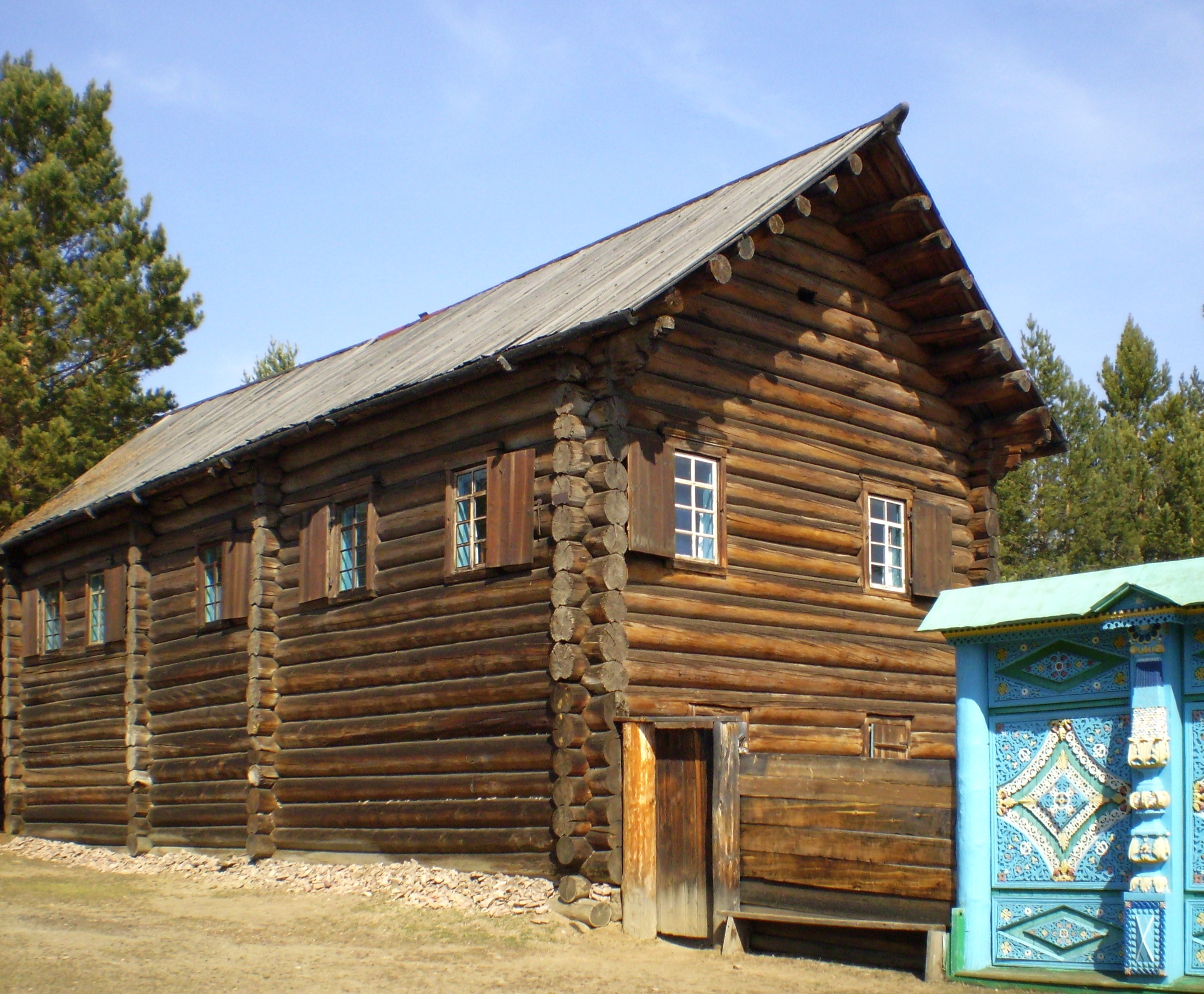
Maison à étage dont le podklet n'est pas habité et ne dispose pas de fenêtres. Seconde moitié du XIXe siècle, musée ethnographique de Oulan-Oude.

Dans cette partie de la maison vivent les domestiques, les enfants. Parfois elles servent d'étable. Elles sont aussi utilisées comme des caves (en russe : pogreb) pour faire fonctionner des fours. Dans les églises en pierre, le podklet était parfois utilisé par les seigneurs pour placer leurs trésors. Quand le podklet ne dispose pas de portes, celles-ci sont installées au premier étage. 